# Bruno Lopinski
Bruno Lopinski (* 15. November 1877 in Posen als Bronislaus Lopinski; † 3. August 1961 in Weimar) war ein deutscher Schauspieler, Aufnahmeleiter und Filmproduktionsleiter.

## Biografie
Der gebürtige Bronislaus Lopinski debütierte im Jahre 1894 als Statist am Berliner Schillertheater. Nach einer Zwischenstation an der Schmierenbühne von Eugen Ortlieb-Helmuth (1896) wurde er 1897 ans Berliner Rose-Theater engagiert. Weitere Stationen waren das Stadttheater Lüneburg (1898), das Ernst-Drucker-Theater in Hamburg (1899), das Stadttheater in Reval (1900), das Stadttheater in Mülheim an der Ruhr (1901/02), das Stadttheater in Glogau (1903/04) sowie das Sommertheater in Wernigerode (1905). Anschließend war Lopinski bis 1908 auf ausgedehnter Theatertournee durch Deutschland unterwegs, ehe er im Juni 1908 von Hamburg in die USA übersetzte und in der folgenden Spielzeit 1908/09 am Deutschen Theater in New York auftrat. 
1910 kehrte er für ein Engagement ans Hebbel-Theater nach Berlin zurück. Im Jahr darauf nahm Lopinski Kontakt zum Kino auf. Er übernahm gelegentlich kleinere Aufgaben als Schauspieler beim frühen Stummfilm, auch während seines Kriegsdienstes 1914/18, und arbeitete nebenbei auch als Produktions- und Regieassistent (so 1914/15 bei Der Katzensteg und 1916 bei Arcanum). Im Laufe der 1920er Jahre wechselte er zur Aufnahmeleitung, so 1923/24 bei Das Paradies im Schnee und Quo Vadis?, 1925 bei Husarenfieber, 1927 bei Die Sandgräfin und Das Frauenhaus von Rio, 1928 bei Die Geliebte seiner Hoheit und bei Angst. 
Mit Beginn der Tonfilmära etablierte sich Bruno Lopinski als Produktionsleiter und stand im Dienste mehrerer Produktionsgesellschaften, zuletzt vor allem für die Majestic Film. 1940 sollte Lopinski die Produktionsleitung bei dem Propagandafilm Kampfgeschwader Lützow übernehmen. Er erkrankte jedoch an der Ruhr und musste sich aufs Krankenlager begeben. Nach seiner Genesung wurde Lopinski trotz schriftlicher Zusage nicht mehr beim Film eingesetzt, auch wenn er immer wieder bei einer Reihe von Filmen wie den 1942 bis 1944 gedrehten Die Jungfern vom Bischofsberg, Die Affäre Roedern und Das alte Lied zur Diskussion stand. 
Ab Kriegsende bis 1949 war Lopinski mit kleineren Aufgaben bei der DEFA beschäftigt, danach sah man ihn noch mit winzigen Rollen in DEFA-Produktionen. In den 1950er Jahren übersiedelte er in das Künstler-Altenheim Marie-Seebach-Stift nach Weimar, wo er 1961 starb.

## Filmografie
als Schauspieler:
- 1912: Die arme Jenny
- 1913: Sein letzter Wille
- 1915: Der Katzensteg
- 1917: Der Spion
- 1921: Der Mann ohne Namen (6 Teile)
- 1921: Sturmflut des Lebens
- 1929: Nachtgestalten
- 1931: Hilfe ! Überfall
- 1932: Moderne Mitgift
- 1949: Die blauen Schwerter
- 1949: Unser täglich Brot
- 1949: Saure Wochen – frohe Feste
- 1950: Der Rat der Götter
- 1950: Familie Benthin
- 1950: Das kalte Herz
- 1950: Das Beil von Wandsbek
- 1951: Frauenschicksale
- 1952: Karriere in Paris

als Produktions- oder Herstellungsleiter:
- 1930: Nur Du
- 1933: Sag mir, wer du bist
- 1934: Ihr größter Erfolg
- 1934: Peter, Paul und Nanette
- 1935: Familie Schimek
- 1936: Mädchenräuber
- 1936: Der müde Theodor
- 1936: Blinde Passagiere
- 1936: Eine Frau ohne Bedeutung
- 1937: Mädchen für alles
- 1937: Mit versiegelter Order
- 1938: Verwehte Spuren
- 1938: Tanz auf dem Vulkan
- 1939: Die Reise nach Tilsit